# Димитър Рилец
Димитър Алексиев Рилец - Даскалът е български просветител, основател на първото килийно училище в село Рила. 

## Биография
Роден е през 1783 година в село Рила в семейството на стоителя Алекси Рилец и певицата Мария Ягоридкова. Наследил от баща си таланта на художник, Димитър Рилец е изпратен да се учи в Самоков при най-добрите иконописци и книговезци. Изографисва много икони, преписва псалтики и ги подвързва. (А. Изворов, 1915)
| „                    | За времето от 1800 до 1840 г. в килийното училище са участвали неизвестен брой учители… През 1835 г. е бил учител Димитър Рилец. Същият е учителствувал и в с. Рила, Самоков и Горна Джумая. | “ |
| (А. Меджиджев, 1969) | |   |

Светско образование даскал Димитър получава в Одеса. (Цв. Миладинова Б.5.4., М. Margaritov 1979, Р. Тренев 1991). Владее писмено и говоримо гръцки и говори отлично турски език. (А. Изворов 1915) Посвещава целия си активен живот на даскалската професия. Наричат го даскал Димитър, а поколенията му придобиват фамилното име Даскалови. Учителства в много градове. В Горна Джумая е 2 години (А. Изворов 1915, А. Меджиджев, 1969, Р. Тренев 1991) и създава училище (Цв. Миладинова Б.5.4.). Тук се оженва за Мария – богата щерка от Шойтоновия род. (проф. арх. Г. Стойков 1976)

Даскал Димитър е учител още в Дупница, (А. Изворов, 1915) Самоков, (А. Меджиджев, 1969, Р. Тренев, 1985) Рилския манастир. (Г. Карастоянов, 1973, р. Тренев, 1985) Първенците от с. Рила го уважават и го склоняват да се завърне в селото, където 
| „                  | учителствувалъ непрекъснато 36 години, като същевременно е бил епитропъ и певецъ църковенъ. Той е владеялъ писмено и говоримо гръцки езикъ, а говорил е отлично и турски. Съ о. Неофитъ Рилски билъ много близъкъ, даже за некои работи неговото мнение преодолявало; въобще на времето си той е билъ много популярна личностъ, до съветите на когото са били прибегвали свещениците, учителите и селяните не само въ Рила, но и от околните села и градове, та за това се ползувалъ съ голема почитъ въ Джумайска, Самоковска и Дупнишка околия. Ималъ е големи имоти въ Горна Джумая, наследени отъ жена му, после присвоени отъ турците, които гледали съ лошо око на даскалъ Димитра Алексеевича. | “ |
| (А. Изворов, 1915) | |   |

В село Рила той основава училище през 1830 година, едно от първите в Дупнишка околия (А. Меджиджев, 1969, Цв. Миладинова Б.5.4.). То се намира в Риличка махала близо до бащиния му дом, до старата църква „Свети Арахангел Михаил“ в гробищния двор. Изградено е от бащата на даскал Димитър – Алекси Рилец. Училището е на два ката само от към улицата. То има първоначално 3 учебни стаи и малка учителска стая с екер към улицата. През 1885 година са пристроени още 2 учебни помещения (ОбНС Рила 1989, К. Даскалов В.1.7., Ст. и Т. Жлябинкови).
От стаите се излиза на чардак с парапети и дървени подпори, а ниска стълба води в училищния двор. В приземния етаж има две помещения – за архива и за дърва и въглища.
Училището прилича на къща с битов характер, както изглеждат според М. Гечев (1975) обществените килийни училища в епохата на Българското възраждане. В него даскал Димитър въвежда по руска схема преподаване на българска граматика, математика, география и други предмети. Самият той – голям родолюбец и патриот, възпитава и учениците си в същия дух. Възпитаниците му стават добри негови последователи. Такива са даскал Петре (Петър Рафаилов), даскал Щиплията (Костадин Михайлов). В това училище черпят жадно знания деца от с. Рила, околните селища и цялата Родина, както и монахините от девическия метох в селото и духовници от Рилския манастир. (Р. Тренев, 1985) Наричано е „Манастирско“ (Г. Ангелов).
Килийното училище на Даскал Димитър в сегашния град Рила е обявено за архитектурно-исторически паметник.

Запазените обществени килийни училища от времето на българското Възраждане се броят на пръсти. Петко Славейков казва: 
| „                                                    | „Историята на училището от всяко едно място на Отечеството, па ако то и най-незначително, принадлежи на нашето Възраждане“. Опазено, то би се наредило сред малкото съхранени обществени килийни училища в България. | “ |
| (акад. Д. Косев, 1961, Д. Димитров и колектив, 1965) | |   |

За съжаление училището, пръскало светлина и знания по време на Българското възраждане, през 2006 г. е разрушено от цигани, използвали за огрев дървения материал от който е изграден горният кирпичен етаж.
През 2010 г. Общината на гр. Рила, с помощта на Община Кочани – Република Македония и финансова подкрепа от Европейския съюз изгражда нова сграда на местото на старото килийно училище. Тя е направена по работния архитектурен план от архитектите С. Стоянова, В. Трифонова, А. Кантарджиева и Т. Стоев от 1995 г.
Даскал Димитър наследява от майка си и друго дарование – певческото. Предава го и на сина си – Янаки. Двамата – даскал Димитър, като епитроп и Янаки – като негов помощник, пеят с голяма любов и преданост в старата църква. Когато зазвучат техните гласове, цялото село се стича да ги слуша с голямо удоволствие и вълнение. (Цв. Миладинова Б.5.4.)
Даскал Димитър е известна личност. До неговите съвети прибягват свещеници, учители и селяни не само от Рила, но и от околните селища. Почитан е в Джумайска, Дупнишка и Самоковска околии. Близък приятел е на Неофит Рилски. М. Божкова (Б.2.2.2.) разказва, че жена му – Мария притежава сандък в който съхранява най-скъпите си дарове и дрехи. Той се предава от снахи и внучки, докато стига до правнучката ѝ Домника. При едно подреждане на чеиза си Домника забелязва, че дъното на сандъка е двойно. Отваря го и с голяма изненада и радост открива две писма от Неофит Рилски до даскал Димитър: едното от 12.06.1851 г. от остров Халки, а другото – от 27.03.1861 г. от Рилския манастир. И двете са красиво написани на ръка върху пергамент. Родолюбивият ѝ баща Хр. Даскалов ги предава на журналиста А. Изворов (1915) при един разговор между двамата върху ролята на монасите за духовното възраждане на народа ни. Писмата са публикувани през 1915 г.
Публикувани са и четири писма на даскал Димитър до Неофит Рилски: от 23.03.1846 г., 17.07.1847 г., 12.04.1850 г. и 25 януари 1854 г. (Арсени, 1984) Писмата между двамата са пропити с голяма обич и уважение. От тях проличава грижата на даскал Димитър към монахините от метоха в с. Рила. Даскал Димитър изпраща дрехи и пари на Неофит Рилски до остров Халки въпреки дългия и труден път. Пратеникът стига до Филибе (Пловдив) на кон, почива си няколко дни и продължава отново на кон до Едрине (Охрид). От там с камила стига до морето, а после с кораб – до остров Халки.
Думите му „Вашему Свещенномудрословесию всеусердно кланяяся святая Вашу благоговейно целую!”, с които даскал Димитър назовава Неофит Рилски сами по себе си говорят за нескритото уважение, което той изпитва към учителя си.
Искрените и прями думи на даскал Димитър недвусмислено говорят за чистосърдечната и безкористна дружба между двамата: „Приях и ножчето сос благодарение велико, обаче не требува на нашето недостойнство да ни пращате такива работи, щото не можеме да се отдолжиме, щото сме ния всегда на Вас должни да ви посещаваме с подарения, а не Вие нас, с което ни задолжавате. Молим Ви, ако ни обичате, такива работи друг пат да не правите. За такова нещо какво да Ви возблагодариме? Пращаме Ви малко тутунец 1 ока от нашио, който пиеме ния в посещение любве...”, и още: „...братството и люботва всегда стоит неизменна и недвижима.“
Писмата на даскал Димитър до Неофит Рилски са публикувани в „Принос към биографията на Неофит Рилски“ (писма от 1830 – 1860), стобийски епископ Арсени, 1984 г.
Писмата на Неофит Рилски до даскал Димитър са публикувани в „Списание на Българската академия на науките“, книга ХІ, клон историко-филологичен и философско-обществен, София, Държавна печатница, 1915 г.
Думите на Неофит Рилски са пропити с копнеж да предаде знанията си на идните поколения: „Сичко по-дребно не можем да ви опишем за нас, защото требува да се напише цяла история, а то ни се недопишува нито от делото, нито от времето, зато в сокращении и обятии ви казувам, че се оупражнявам тува в принадлежащите ми до оучителското ми звание, то ест в преподавание Славянского язика и в преписование и собирание потребних нато книг, които още ще се продолжат неколико время, и ако сме живи да им видиме някой ден совершението, тогава воздавше богу благодарение поспешевшему нам в том, и возмиевше, ако изполнихом и совершихом оле мале (като що викат) нашего здешно посолство и звание, ще изискаме отпуската си от това и ще си приготвиме да се дойдеме на кукята. Дай то боже да го дочакаме и видиме някогаш!”
Щедър е даскал Димитър към обществените дела, но много пестелив и строг към близките си и възпитанието на децата си. Ето как се хранят те в къщи: на кръгла софра с дървени трикраки столчета жена му Мария поставя в паница яхния от най-едрия „Биволски“ боб. В друга паница слага кисело зеле. Пред всеки има дървена тарелка. В нея се изважда едно бобено зърно, разделя се с лъжица на две половинки. Всяка една се изяжда с парче хляб и кисело зеле. (М. Божкова Б.2.2.2.)
Александър Даскалов, внук на даскал Димитър казва: „Шума, вълна, дупка да е пълна“. Тази поговорка идва навярно също от времето на даскал Димитър и означава, че не е важно какво ще сложиш в стомаха си, а да го напълниш с нещо.
Умира в 1869 година в село Рила.
Даскал Димитър има 3 деца: Ана, Янаки и Захари. Към януари 2004 г. родословието му наброява 510 души.